# Desmodium jucundum
Desmodium jucundum är en ärtväxtart som beskrevs av George Henry Kendrick Thwaites. Desmodium jucundum ingår i släktet Desmodium och familjen ärtväxter. Inga underarter finns listade i Catalogue of Life.